# شورای تحدید موالید
شورای تحدید موالید نهادی بود که در سال ۱۳۶۹ جهت هماهنگ نمودن اقدامات اجرایی برنامه کنترل افزایش جمعیت بی‌رویه در ایران، و پیشبرد اهداف برنامه اول توسعه (۱۳۷۲-۱۳۶۸) در بخش تنظیم خانواده به وجود آمد. اعضای این شورا، شخص رئیس/وزیر (یا نمایندگان تام‌الاختیارشان) علوم، تحقیقات و فناوری ایران، فرهنگ و ارشاد اسلامی، آموزش و پرورش، کار و امور اجتماعی، سازمان برنامه و بودجه، سازمان صدا و سیما و مرکز آمار ایران بودند. ریاست این شورا با وزیر بهداشت، درمان و آموزش پزشکی بود.